# Baranisobas ridibundus

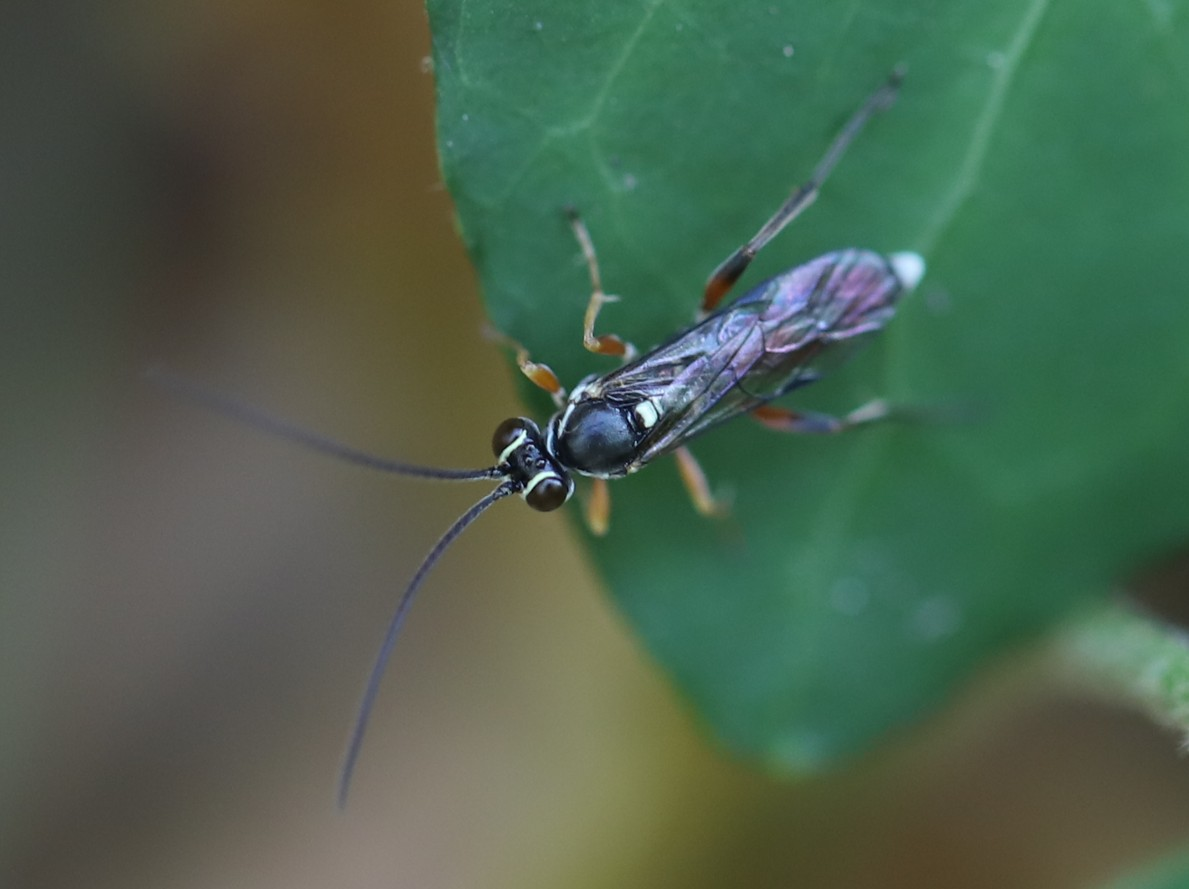
Männchen

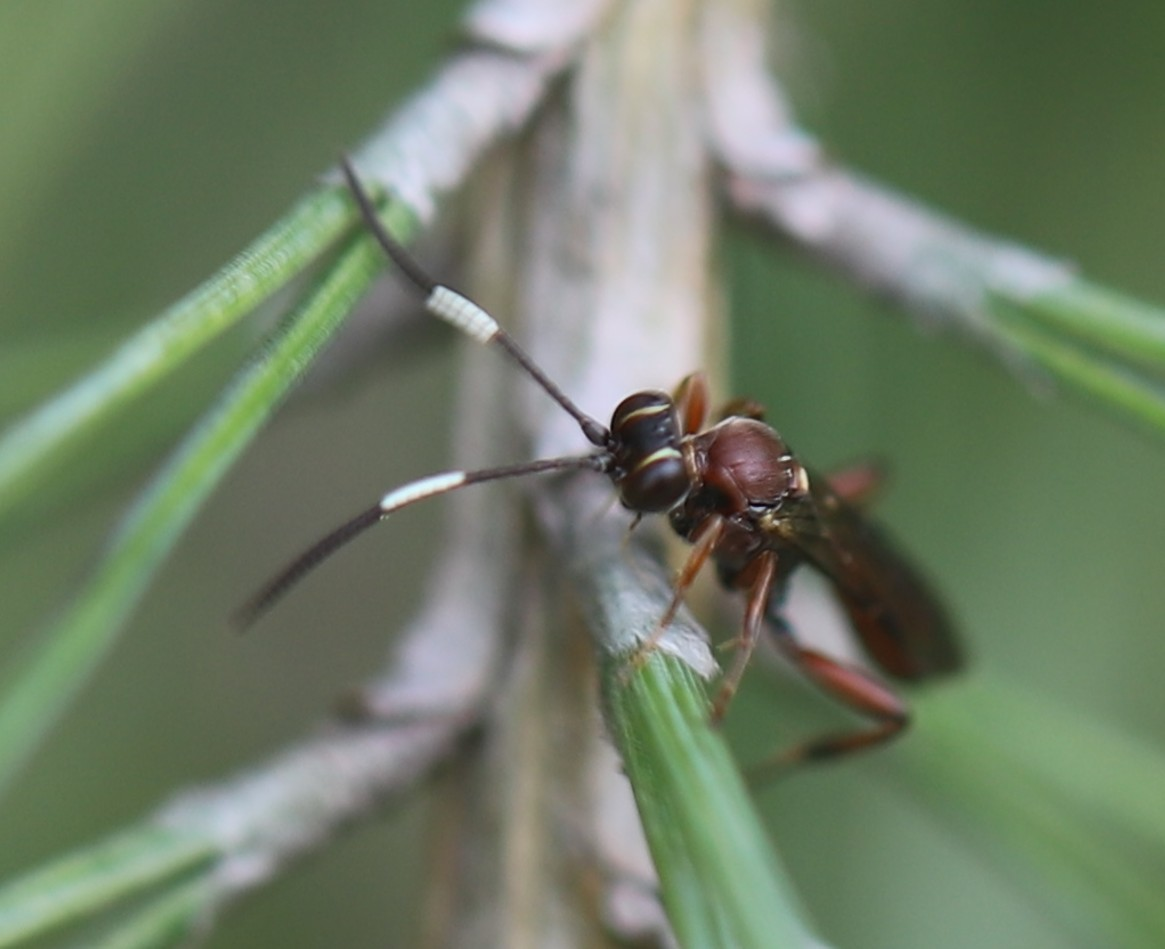
Weibchen

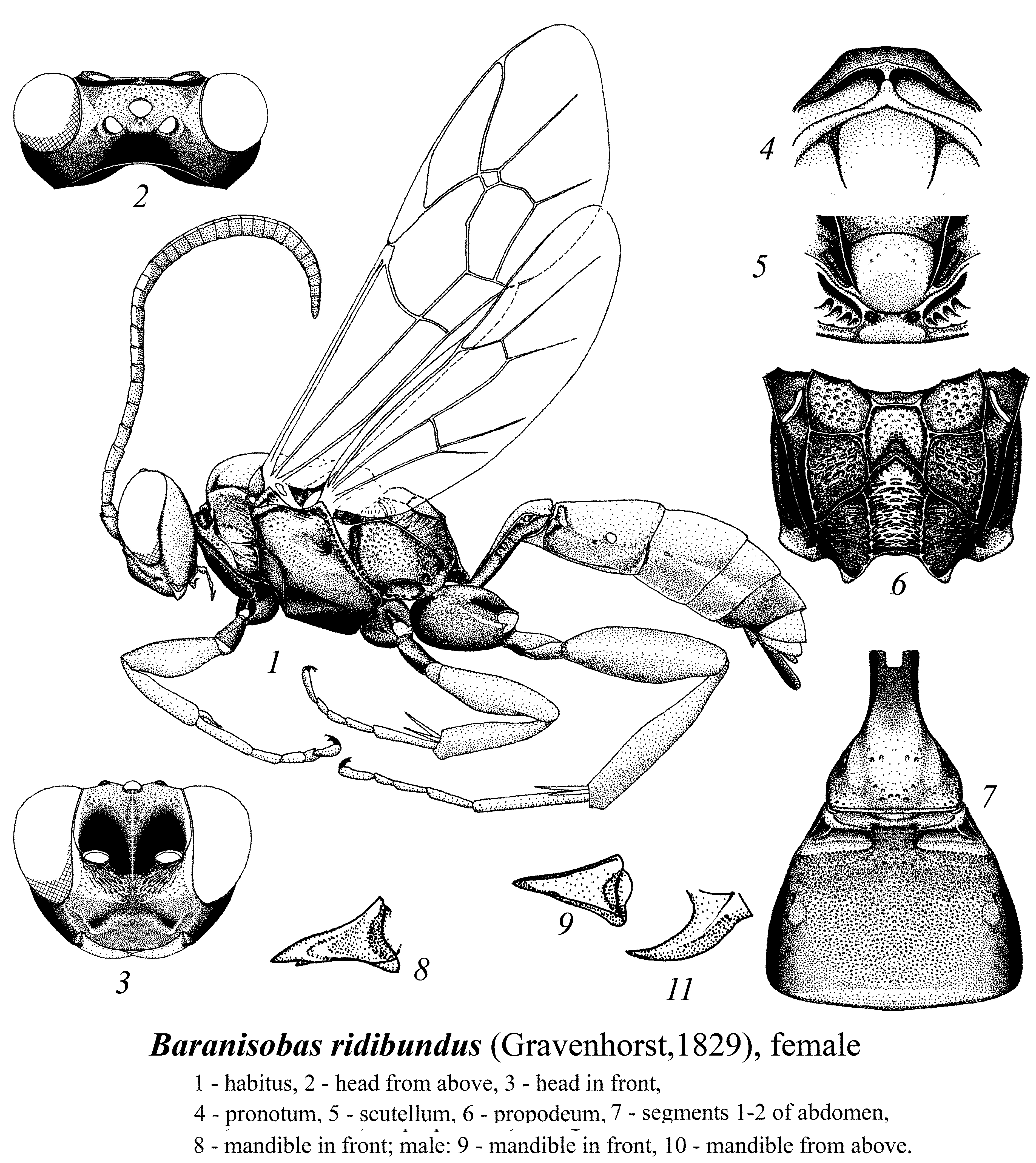
Detailskizzen eines Weibchens

Baranisobas ridibundus ist eine Schlupfwespe aus der Unterfamilie der Ichneumoninae. Die Art wurde 1829 von Carl Gravenhorst als Ichneumon ridibundus Gravenhorst, 1829 erstmals beschrieben. Das aus dem Lateinischen stammende Art-Epitheton bedeutet in etwa „zum Lachen neigend“.

## Merkmale
Die Schlupfwespen sind 6–9 mm lang. Die Flügel weisen ein relativ schmales dunkelbraunes Pterostigma sowie ein annähernd fünfeckiges Areolet (kleine geschlossene Flügelzelle) auf. Die Art zeigt einen ausgeprägten Geschlechtsdimorphismus. 
Für die Weibchen gilt: Sie sind überwiegend schwarz gefärbt. Etwa auf halber Länge befindet sich auf den Fühlern eine weiße Binde. Oberhalb der Fühlereinlenkungen verläuft entlang dem Innenrand der Facettenaugen ein schmaler weißlich-gelber Strich. Das Gesicht, das Mesonotum sowie die Basis des Scutellums sind rot gefärbt. Der Postpetiolus sowie die drei folgenden Gastertergite sind ebenfalls rot gefärbt. Am Hinterleibsende befindet sich dorsal ein weißer Fleck. Der Legebohrer ist relativ kurz. Die vorderen und mittleren Femora, Tibien und Tarsen sind rötlich. Die hinteren Beine weisen am basalen Ende der Femora sowie auf der basalen Hälfte der Tibien eine Rotfärbung auf.
Für die Männchen gilt: Sie sind überwiegend schwarz gefärbt. Die Fühler sind vollständig verdunkelt. Das Gesicht ist vollständig gelb gefärbt. Am Augeninnenrand und -außenrand befindet sich jeweils ein gelber Längsfleck. Die Mandibeln sind an der Basis gelb. Der Scapus besitzt ventral einen gelben Fleck. Der Vorderrand des Pronotums ist weißlich-gelb gefärbt. Entlang den vorderen Seiten des Mesoscutums befindet sich jeweils ein weißlich-gelber Längsfleck. Scutellum und Postscutellum weisen weißlich-gelbe Flecke auf. Unterhalb der Vorderflügeleinlenkung befindet sich ein weiterer weißlich-gelber Fleck. Die ersten 3 Gastertergite sowie der basale Teil des vierten Gastertergits sind rot gefärbt. Das Hinterleibsende ist weiß gefärbt. Die vorderen und mittleren Beine sind rotgelb gefärbt. Die hinteren Beine sind nur an der Basis der Femora rot.  

## Verbreitung
Baranisobas ridibundus ist in der Westpaläarktis verbreitet. Das Vorkommen reicht im Norden Europas bis auf die Insel Großbritannien und nach Fennoskandinavien sowie im Süden bis in den Mittelmeerraum. Im Osten reichen die Nachweise bis nach Ostanatolien.

## Lebensweise
Die adulten Schlupfwespen beobachtet man gewöhnlich von April bis Anfang Oktober. Baranisobas ridibundus ist ein koinobionter Endoparasitoid von Schmetterlingsraupen. Bekannte Wirtsarten sind die Kieferneule und der Kleine Gabelschwanz.